# Середньонідерландська мова

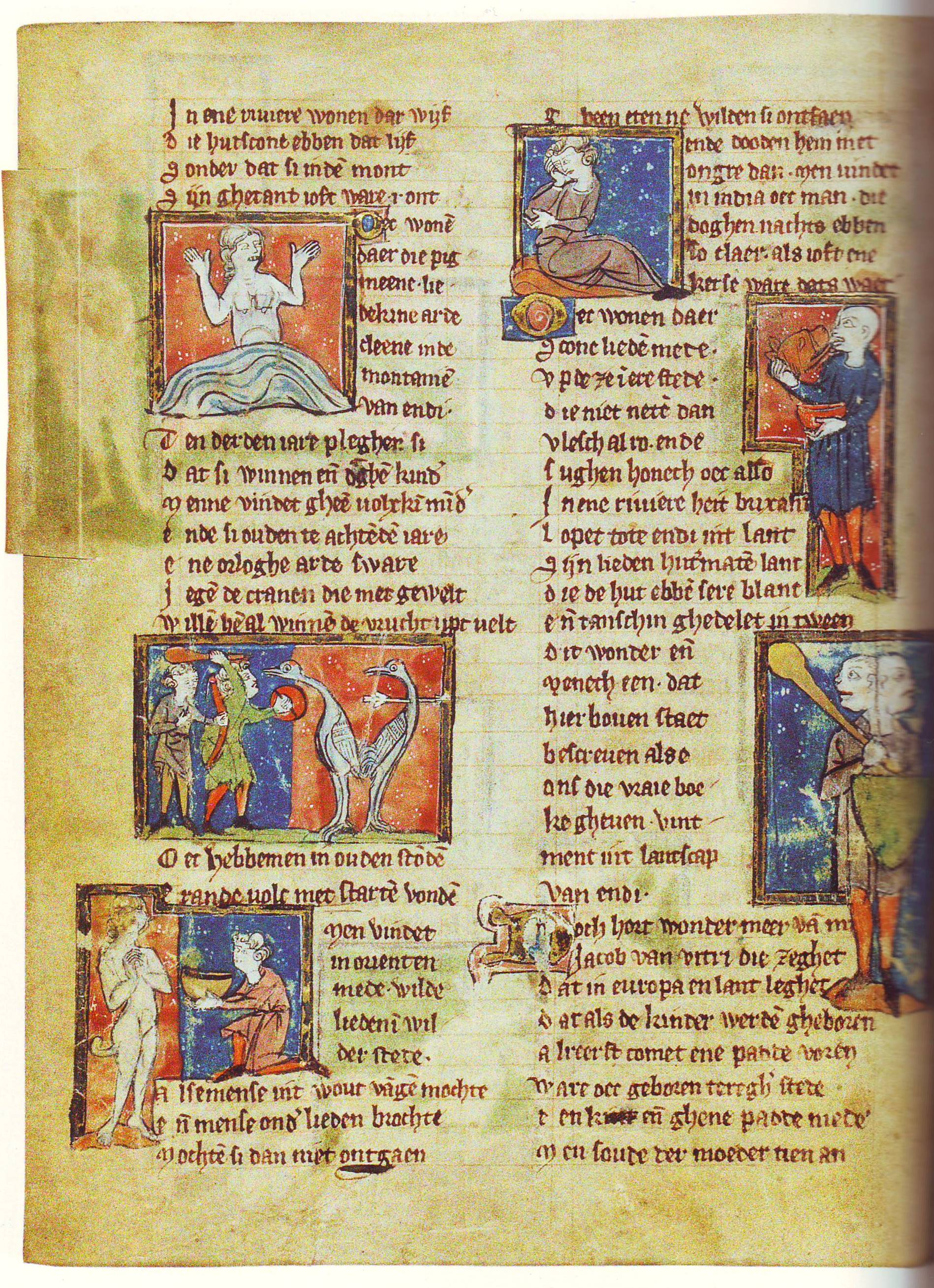
Якоб ван Марлант, Der naturen bloeme, перша енциклопедія народною мовою, 1270 рік

Середньонідерландська мова або Середньоголландська мова — загальноприйнята назва для групи тісно зв'язаних між собою Західногерманських діалектів, розповсюджених на території так званих Нижніх земель з 12 по 16 століття. Фактично був варіантом франкської мови. Є проміжною ланкою між старонідерландською та сучасною нідерландською мовами. Північну середньонідерландську називають також Diets.

## Тексти середньонідерландською
Перші тексти середньонідерландською мовою відносяться до середини 13 століття і являють собою документи. Література виникла трохи пізніше. До неї можна віднести Sente Servas Генріха фон Фельдеке, лицарські романи Floyris ende Blantseflur і Aiol. Велике значення мала творчість Якоба ван Марланта, якому належить велика кількість літературних творів середньонідерландською та старофранцузькою. До 14 століття центр середньонідерландської літератури переноситься з Лімбурга та Нижнього Рейну в Брабант, де відбувається розвиток літературної містики і драми (Abele Spelen, der Elckerlijc, Marieken van Nieumeghen).

## Характеристика

### Фонетика
|              |              |              | Губні | Зубні/ Ясенні | Середньопіднебінні | Задньоязикові | Гортанні |
| ------------ | ------------ | ------------ | ----- | ------------- | ------------------ | ------------- | -------- |
| Носові       | Носові       | Носові       | m     | n             |                    |               |          |
| Проривні     | Проривні     | Глухі        | p     | t             |                    | k             |          |
| Проривні     | Проривні     | Дзвінкі      | b     | d             |                    |               |          |
| Фрикативні   | Шиплячі      | Глухі        |       | s             |                    |               |          |
| Фрикативні   | Не шиплячі   | Глухі        | f     | z             |                    | x             | h        |
| Фрикативні   | Не шиплячі   | Дзвінкі      | v     |               |                    | ɣ             |          |
| Апроксиманти | Апроксиманти | Апроксиманти |       | l             | j                  | w             |          |
| Ротичні      | Ротичні      | Ротичні      |       | r             |                    |               |          |

|                                       | Голосний переднього ряду | Голосний переднього ряду | Голосний переднього ряду | Голосний переднього ряду | Голосний середнього ряду | Голосний заднього ряду | Голосний заднього ряду |
| неокруглений                          | неокруглений             | округлений               | округлений               | неокруглений             |                          | Голосний заднього ряду | Голосний заднього ряду |
| короткий                              | довгий                   | короткий                 | довгий                   | короткий                 | короткий                 | довгий                 |                        |
| ------------------------------------- | ------------------------ | ------------------------ | ------------------------ | ------------------------ | ------------------------ | ---------------------- | ---------------------- |
| Голосний високого піднесення          | ɪ                        | iː                       | ʏ                        | yː                       |                          | (ʊ)                    | (uː)                   |
| Голосний високо-середнього піднесення | e                        | eː                       |                          | øː                       | ə                        | o                      | oː                     |
| Голосний середнього піднесення        | e                        | ɛː                       |                          | øː                       | ə                        | o                      | ɔː                     |
| Голосний низького піднесення          | a                        | aː                       |                          |                          |                          |                        | ɑː                     |

Були присутні також дифтонги — iə, uə, ɛi, ʏi, ɔu.

### Граматика

#### Відмінки
Мова мала 4 відмінки — називний, родовий, давальний знахідний.
Приклад відмінювання означеного артикля die, dat.
| Відмінок           | Чоловічий рід | Жіночий рід | Середній рід |
| ------------------ | ------------- | ----------- | ------------ |
| Однина             |               |             |              |
| Називний відмінок  | die           | die         | dat          |
| Знахідний відмінок | den           | die         | dat          |
| Давальний відмінок | den           | der         | den          |
| Родовий відмінок   | des           | der         | des          |
| Множина            |               |             |              |
| Називний відмінок  | die           | die         | die          |
| Знахідний відмінок | die           | die         | die          |
| Давальний відмінок | den           | den         | den          |
| Родовий відмінок   | der           | der         | der          |

### Орфографія
Середньонідерландська мова використовувала латинський алфавіт, який не був розроблений спеціально для її написання. Різні автори використовували різні правила орфографії. Використання традицій сусідніх держав та їхніх мов призвело до появи безлічі способів записування середньонідерландської мови. Орфографія мови не була стандартизованою, і сильно варіюється в залежності від часу та місця написання тексту. Крім того, одне слово може писатись по-різному в межах одного тексту. Автори писали, керуючись власним смаком, багато з них вважали що більш естетично слідувати французькій чи латинській орфографії, що часом призводило до абсолютної невпізнаності слова.

## Діалекти
Середньонідерландська мова не була уніфікованою. Мова була різною у різних частинах території її поширення, використовувалась різна лексика, не було однакової вимови. Часто межа діалекту збігалась з політичними кордонами. У середньонідерландській виділяли такі діалекти: 
- Брабантський (Brabants);
- Фламандський (Vlaams);
- Голландський (Hollands);
- Лімбурзький (Limburgs);
- Рейнський (Oostmiddelnederlands).